# Санаїн (село)
Санаін (вірм. ՍանահինՍանահին) — село на півночі Вірменії (біля каньйону річки Дебед, один з головних просвітницьких центрів Північної Вірменії в Середні віки).
В даний час входить до складу міста Алаверди, з яким його єднає канатна дорога.

## Відомі особистості
У Санаіні народилися брати Анастас і Артем Мікояни. Анастас був високопосадовцем в Радянському Союзі, Артем — відомим радянським авіаконструктором літаків МіГ.
У селі є музей, присвячений Мікоянам. Найбільше експозицій присвячено Анастасу, менше — Артему Мікояну. Крім них, у сім'ї був ще третій брат, який загинув у Другу світову війну.
В поселенні народився:
- Говсеп Аргутян (1863—1925) — видний діяч вірменського національно-визвольного руху.

## Монастирський комплекс Санаін

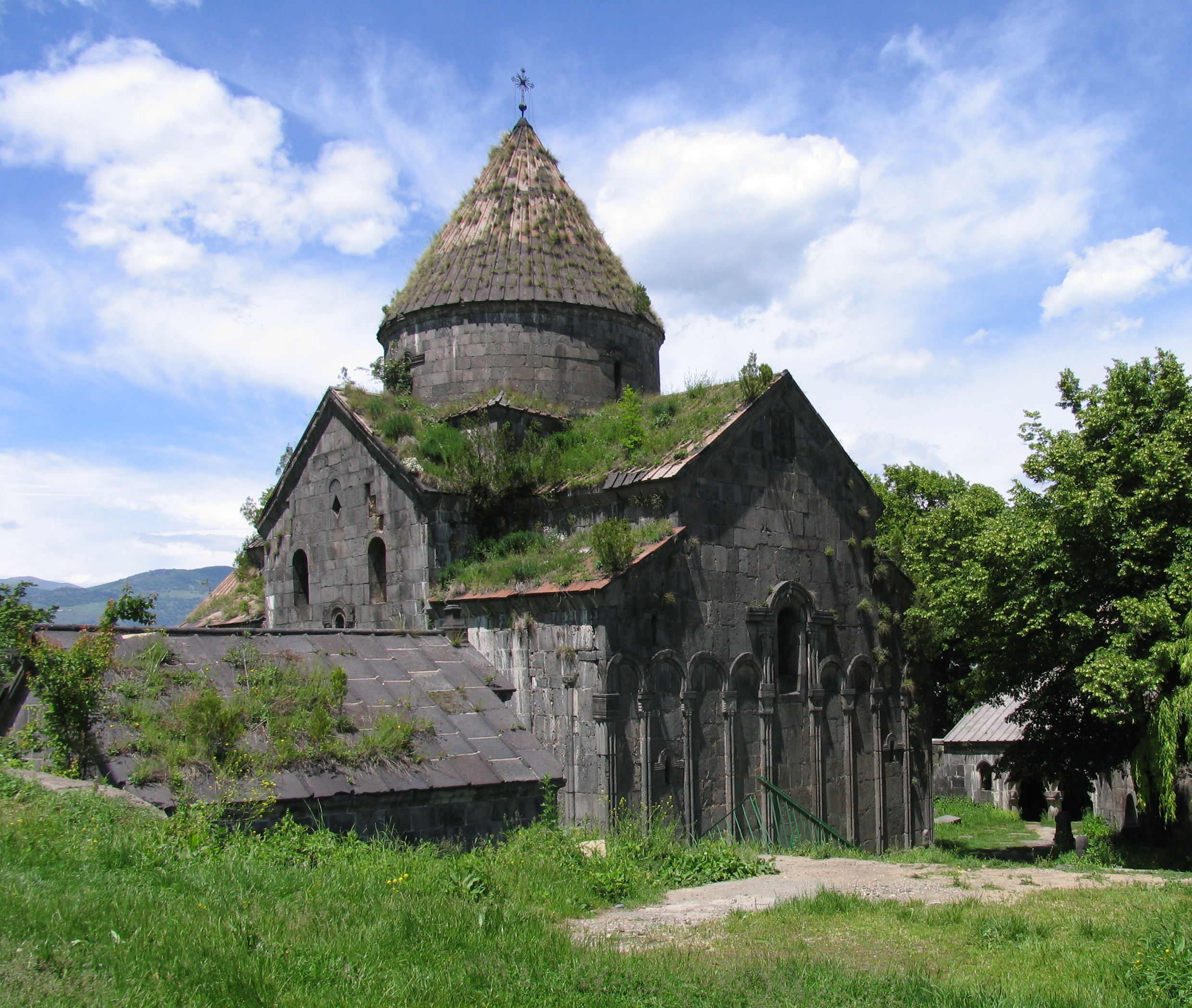
Церква Аменапркіч
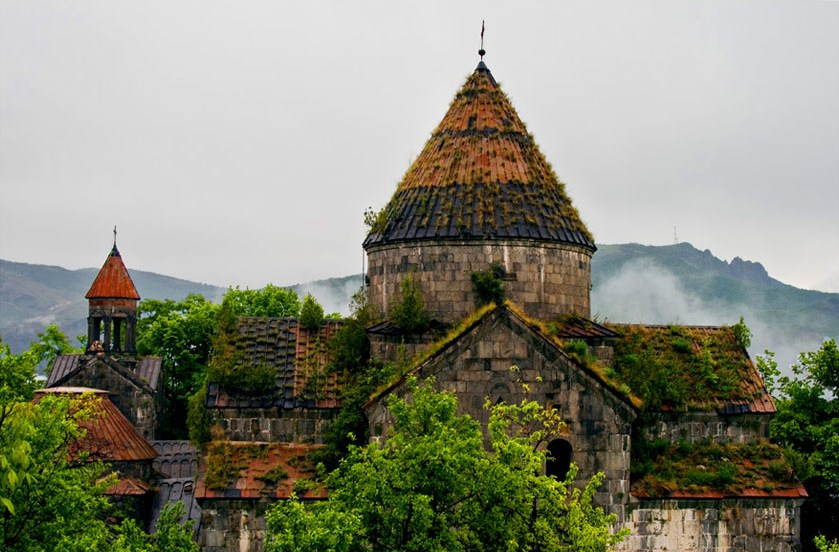
Монастирі Ахпат та Санаїн
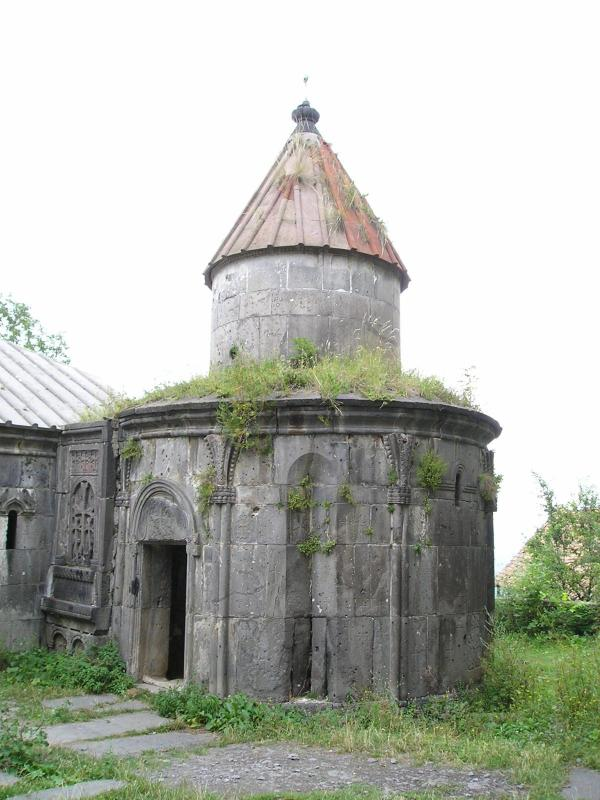
Каплиця Святого Григорія
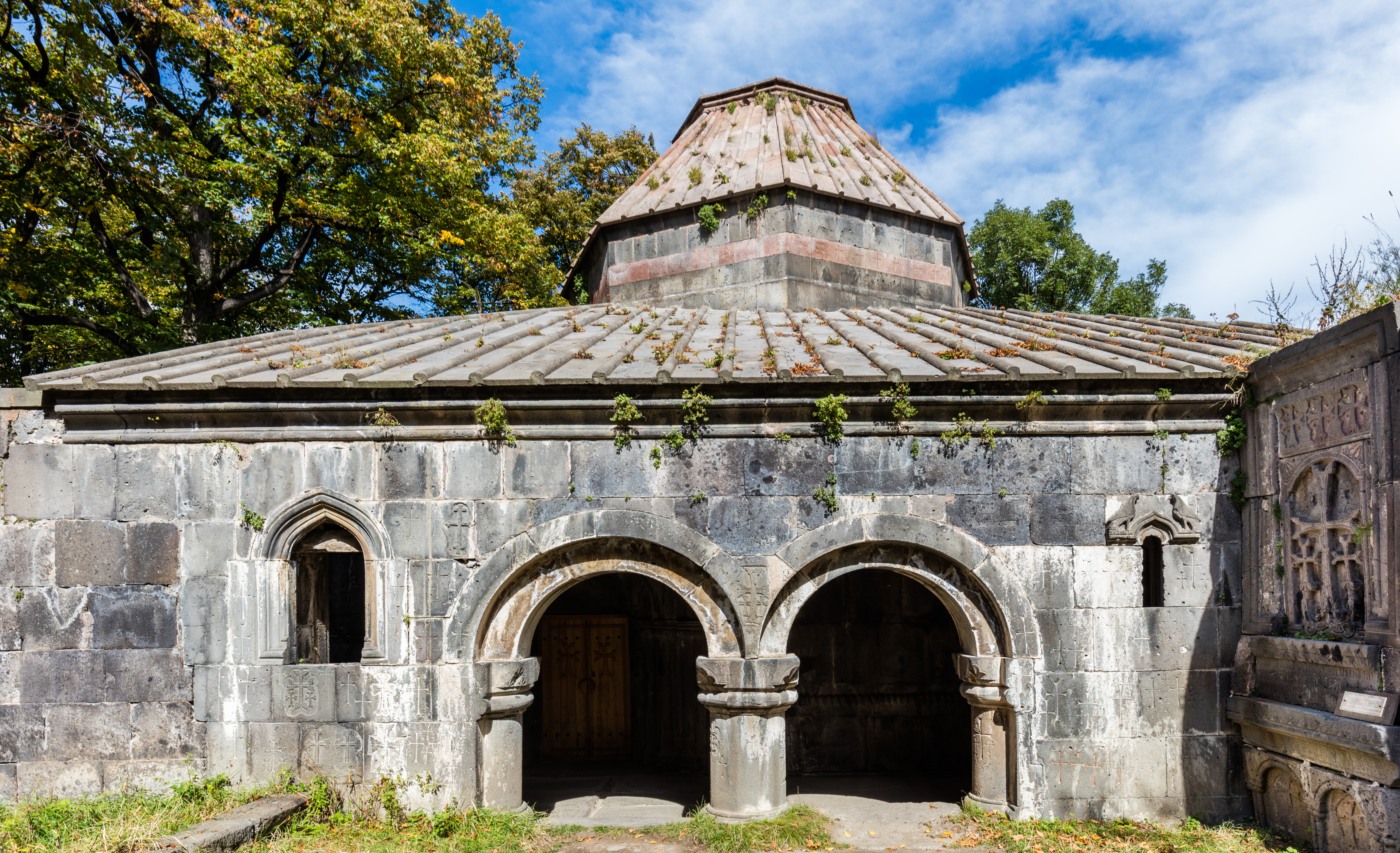
Монастирська бібліотека
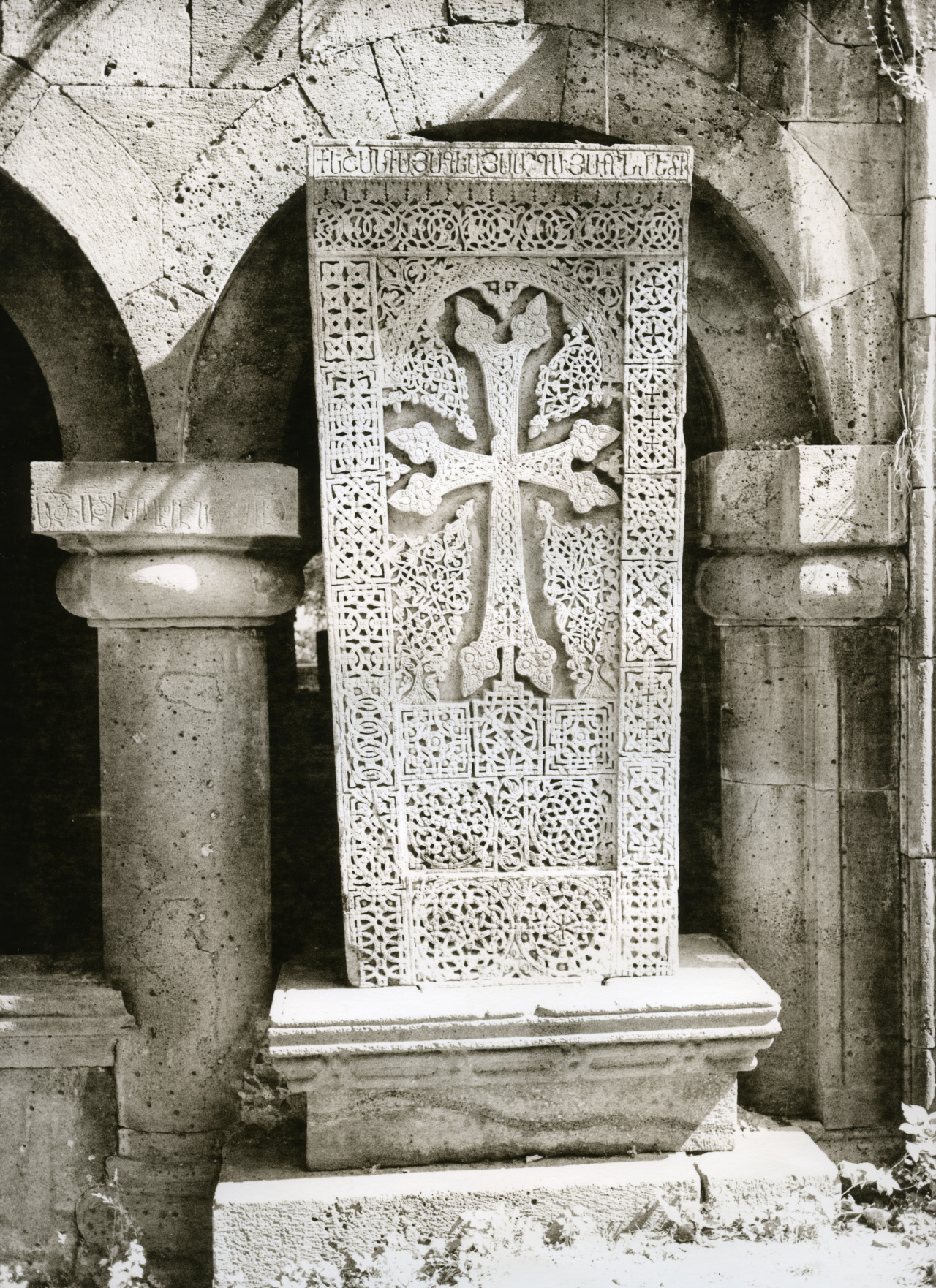
Хачкар у монастирі
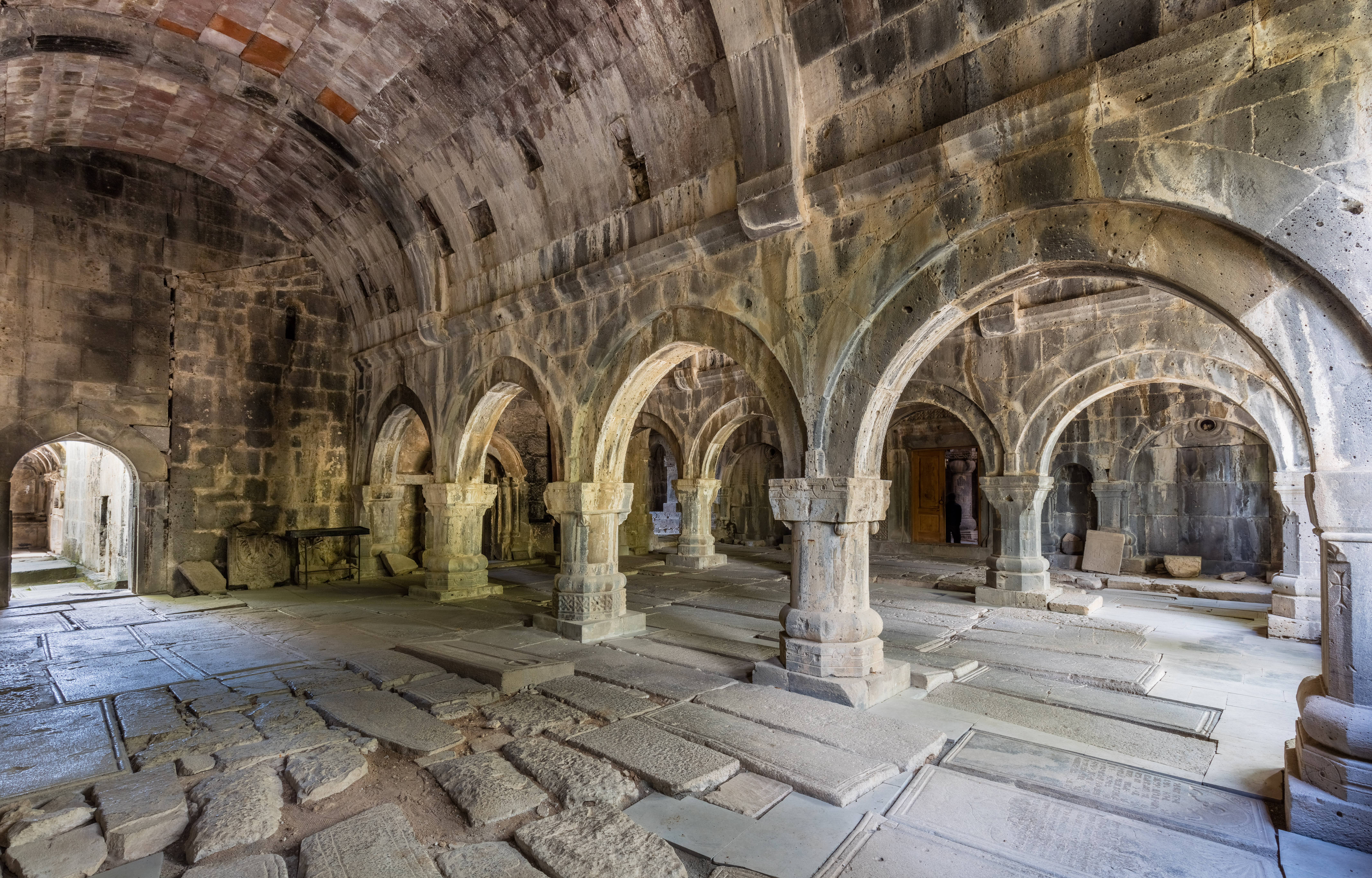
Інтер'єр монастиря
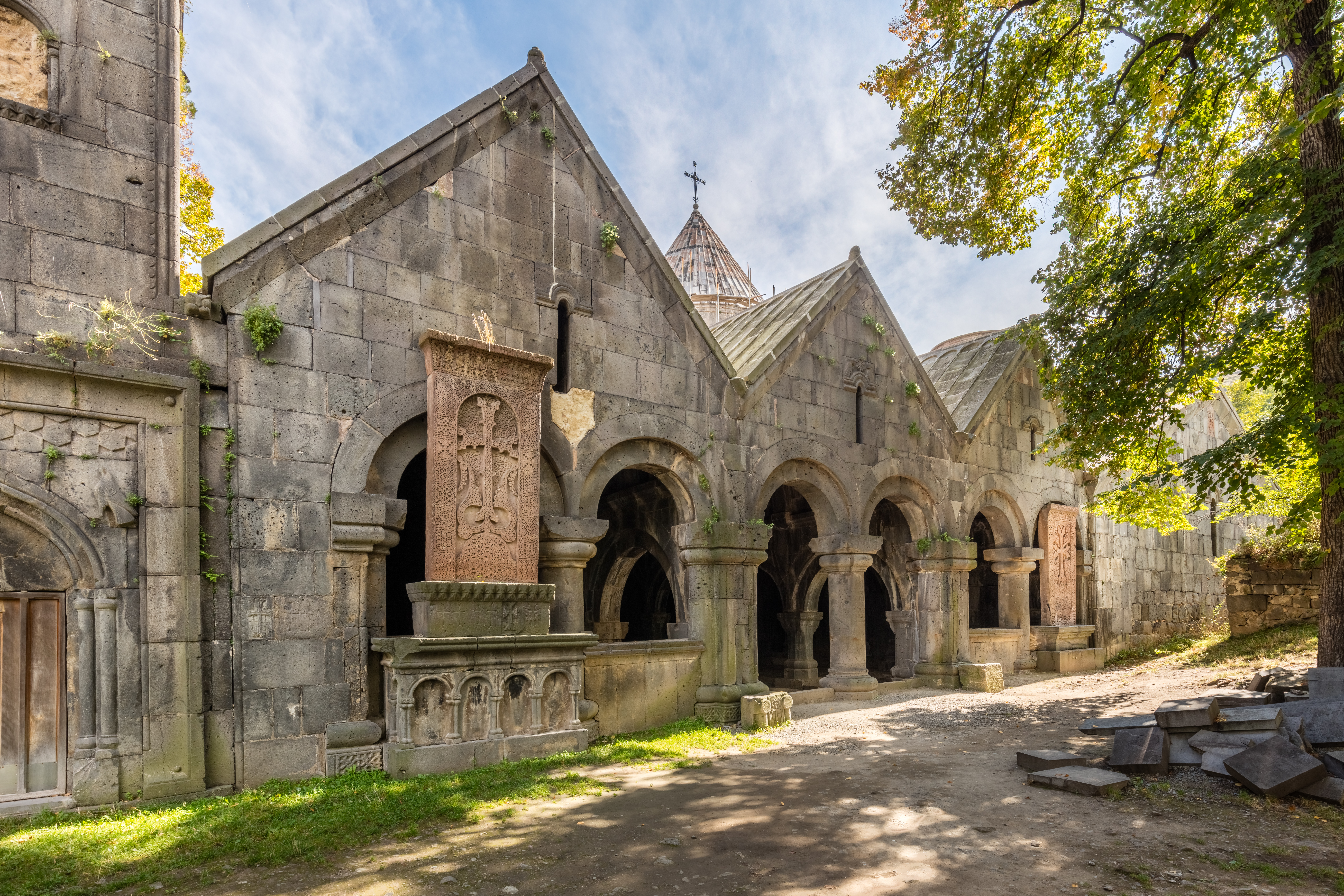
Загальний вигляд

Неподалік від села знаходиться монастирський комплекс Санаін, заснований в X столітті. У X—XI ст. чисельність священнослужителів досягала 300—500 чоловік. Як вважається, це були вірменські священики, вигнані з Візантії імператором Романом I Лакапіном.
На території монастиря знаходиться усипальниця князів Захаридів і Аргутинских-Долгоруких.